# Waitangi (Northland)
Waitangi − miasto, zamieszkane przez 957 osób (XII 2013 r.), w Nowej Zelandii, w regionie Northland. Miasto leży nad zatoką Bay of Islands na Wyspie Północnej, 60 km od Whangarei. Waitangi jest znane z podpisanego tu 6 lutego 1840 roku, pomiędzy Wielką Brytanią i Maorysami traktatu Waitangi.